# Megtalált világ
Megtalált világ – irodalmi antológia a marosvásárhelyi Irodalmi Kör tagjainak írásaiból. Összeállította Zsidó Enikő, megjelent 1968-ban a Népi Alkotások Megyei Háza kiadásában. Hajdu Zoltán előszava szerint "olyan kezdő és a kezdés szakaszán már túljutott lírikusok, novellisták szerepelnek benne, akik közül a legjobbak az egybekapcsoló nemzeti jegyek mellett már többé-kevésbé kikristályosodott egyéni alkattal rendelkeznek". A szerzők: Anghi Gyula, Balázs András, Balázs Imre, Bartis Ferenc, Elekes Ferenc, Hargitai József, Hodos László, Komán János, Komzsik István, Könczei Csaba, Nagy Zsuzsa, Nyisztor Miklós, Oláh István, Ráduly János, Szekernyés László, Székely Ferenc, Szépréti Lilla, Szobolai György, Szurkos András, Varró Ilona, Vass Irén. Egy-egy szemelvény Constantin Duică, Zeno Ghiţulescu és Vasile Spoială írásaiból Elekes Ferenc, Bartis Ferenc és Zsidó Enikő fordításában jelent meg. A fiatal szerzők nemzetiségi különbség nélkül a természet, szülőföld, család, barátság, munka, szerelem, béke megtartó erejéről vallanak, biztató közösségi távlatok reményében. A Megtalált világ illusztrációit a szerzőként is szereplő képzőművész Balázs Imre (Székelyudvarhely, 1926) készítette.